# Szeged

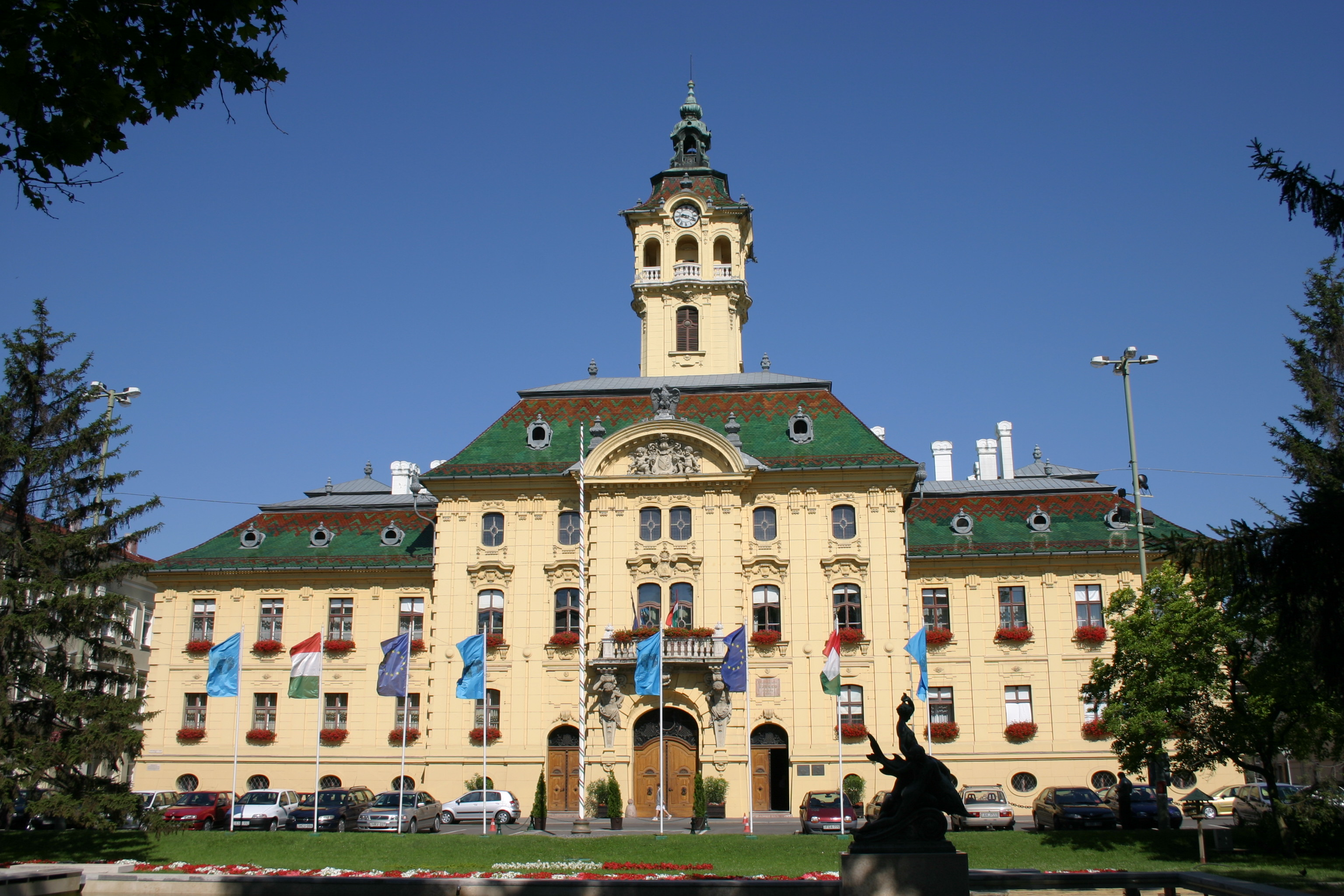
Rathaus von 1883

Szeged [ˈsɛgɛd] anhörenⓘ (deutsch Szegedin oder Segedin, kroatisch Segedin, serbisch Сегедин Segedin, rumänisch Seghedin) ist mit 160.766 Einwohnern (2019) die drittgrößte Stadt Ungarns. Sie liegt an der Südgrenze des Landes am Dreiländereck mit Serbien und Rumänien an der Mündung des Flusses Marosch (ungarisch Maros) in die Theiß (ungarisch Tisza). Mit der rund 170 km nördlich gelegenen Hauptstadt Budapest ist die Stadt über die Intercity-Bahnverbindung und die Autobahn M5 verbunden. Szeged ist Sitz des Komitats Csongrád-Csanád und besitzt selbst Komitatsrecht. Über 2000 Sonnenstunden pro Jahr  – mehr als in jeder anderen Stadt des Landes – haben Szeged den Beinamen „Stadt des Sonnenscheins“ beschert.

## Geographie

### Geographische Lage
Szeged liegt in Südungarn und im südlichen Teil der Großen Ungarischen Tiefebene am Unterlauf der Theiß, die etwa 120 km südlich von Szeged auf dem Gebiet Serbiens in der Vojvodina in die Donau mündet. An der östlichen Stadtgrenze mündet der Marosch in die Theiß.
Auf dem Stadtgebiet liegen zwei größere und ca. 15 kleine Seen. Die zwei großen Seen (Fehér-tó und Sándorfalvi halastó) befinden sich im Norden des Stadtgebietes. Einige der kleineren Seen sind künstlich angelegt, z. B. für den Kanusport.

### Stadtteile und Bezirke
| - Szentmihály - Gyálarét - Kiskundorozsma - Iparváros - Kecskéstelep - Klebelsbergtelep | - Alsóváros - Móraváros - Béketelep - Rókus - Makkosház - Baktó | - Tarján - Belváros - Újszeged - Tápé - Petőfitelep - Szőreg | - Forráskút |

### Nachbargemeinden
- Zsombó
- Szatymaz
- Algyő
- Domaszék

### Klima
Es herrscht ein gemäßigtes kontinentales Klima mit geringen Niederschlägen, heißen Sommern und kalten Wintern. Der kälteste Monat ist der Januar (durchschnittlich −1,4 °C), der wärmste ist der Juli (+23,0 °C). Mit durchschnittlich 2100 Sonnenstunden im Jahr ist die Region um Szeged die sonnenreichste Region in Ungarn.
|                       | Jan  | Feb  | Mär  | Apr  | Mai  | Jun  | Jul  | Aug  | Sep  | Okt  | Nov | Dez  |   |      |
| Mittl. Tagesmax. (°C) | 1,7  | 5,1  | 11,2 | 17,1 | 22,3 | 25,3 | 27,4 | 27,0 | 23,4 | 17,6 | 9,5 | 3,8  | ⌀ | 16   |
| Mittl. Tagesmin. (°C) | −4,8 | −2,5 | 0,9  | 5,5  | 10,3 | 13,4 | 14,4 | 13,9 | 10,4 | 5,6  | 1,7 | −2,1 | ⌀ | 5,6  |
|                       |      |      |      |      |      |      |      |      |      |      |     |      |   |      |
| Niederschlag (mm)     | 29   | 25   | 29   | 41   | 51   | 72   | 50   | 57   | 34   | 26   | 41  | 40   | Σ | 495  |
|                       |      |      |      |      |      |      |      |      |      |      |     |      |   |      |
| Sonnenstunden (h/d)   | 2,0  | 3,1  | 4,6  | 6,0  | 7,6  | 8,5  | 9,3  | 8,6  | 7,0  | 5,5  | 2,7 | 1,6  | ⌀ | 5,6  |
|                       |      |      |      |      |      |      |      |      |      |      |     |      |   |      |
| Regentage (d)         | 6    | 5    | 6    | 7    | 8    | 9    | 6    | 6    | 5    | 5    | 7   | 7    | Σ | 77   |
|                       |      |      |      |      |      |      |      |      |      |      |     |      |   |      |
| Luftfeuchtigkeit (%)  | 86   | 83   | 74   | 69   | 68   | 69   | 67   | 69   | 72   | 75   | 84  | 87   | ⌀ | 75,2 |

| −4,8 |

| −2,5 |

| 0,9 |

| 5,5 |

| 10,3 |

| 13,4 |

| 14,4 |

| 13,9 |

| 10,4 |

| 5,6 |

| 1,7 |

| −2,1 |

| −4,8 |

| −2,5 |

| 0,9 |

| 5,5 |

| 10,3 |

| 13,4 |

| 14,4 |

| 13,9 |

| 10,4 |

| 5,6 |

| 1,7 |

| −2,1 |

## Geschichte
Die ältesten Anzeichen in der Gegend des heutigen Szeged und an der Theiß stammen von Mammutjägern aus der letzten Eiszeit um 24.000 vor Christus. Die ersten archäologischenen Funde gehen auf die Jungsteinzeit ca. 5.000 vor Christus zurück.
Szeged wurde von den Römern gegründet und trug den Namen Partiscum. Ausgrabungen lassen vermuteten, dass der Hunnenkönig Attila hier einen Stützpunkt unterhielt.
In der Römerzeit wurde auf den noch heute durch Szeged laufenden Wasser- und Landwegen Salz, Gold und Holz befördert. Die Ungarn siedelten sich nach der Landnahme im 10. Jahrhundert an. Die erste urkundliche Angabe über die Stadt stammt aus dem Jahre 1183, in dem Szeged (Ciggedin) als Zentrum des ungarischen Salztransportes erwähnt wird. Nachdem Szeged während des Mongolensturms 1241 niedergebrannt worden war, wurde die Stadt wieder aufgebaut und mit einer Burg befestigt. Im 13. Jahrhundert etablierte sich Szeged besonders wegen seiner Salzproduktion zu einem Handelszentrum.
Im Jahre 1247 nahm König Béla IV. Szeged für sich in Anspruch. 1498 wurde sie zur Königlichen Freistadt erhoben. 1526 wurde sie von den Türken geplündert und niedergebrannt. Die Türkenherrschaft dauerte 143 Jahre und endete 1686, als die Stadt und die Burg von den österreichischen kaiserlichen Heeren zurückerobert wurde. Während des Freiheitskampfes gegen die Habsburger (1848/49) fungierte Szeged für kurze Zeit als Hauptstadt des Landes.

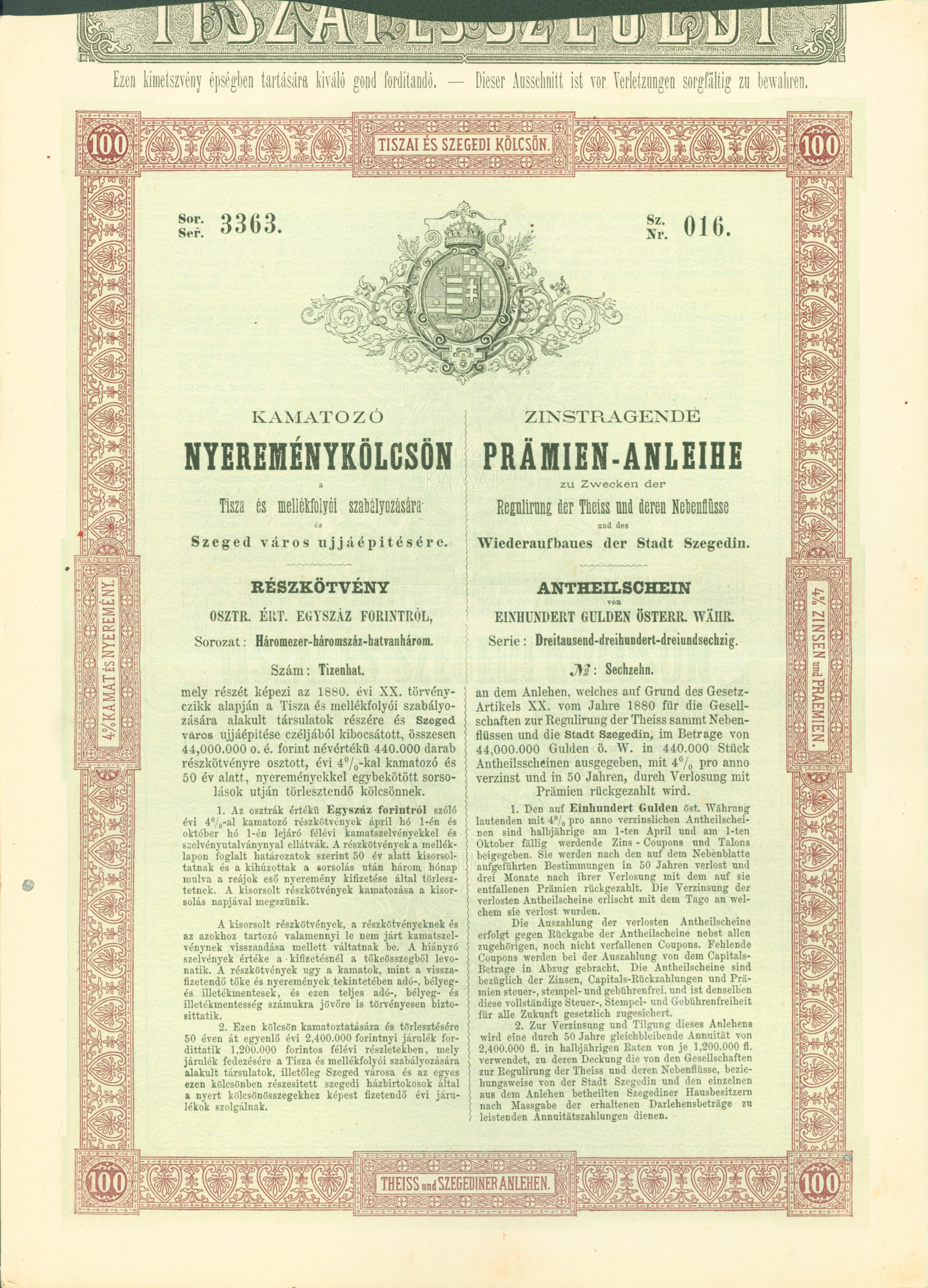
Prämien-Anleihe zu Zwecken der Regulierung der Theiss und deren Nebenflüsse und des Wiederaufbaues der Stadt Szegedin vom 1. Mai 1880

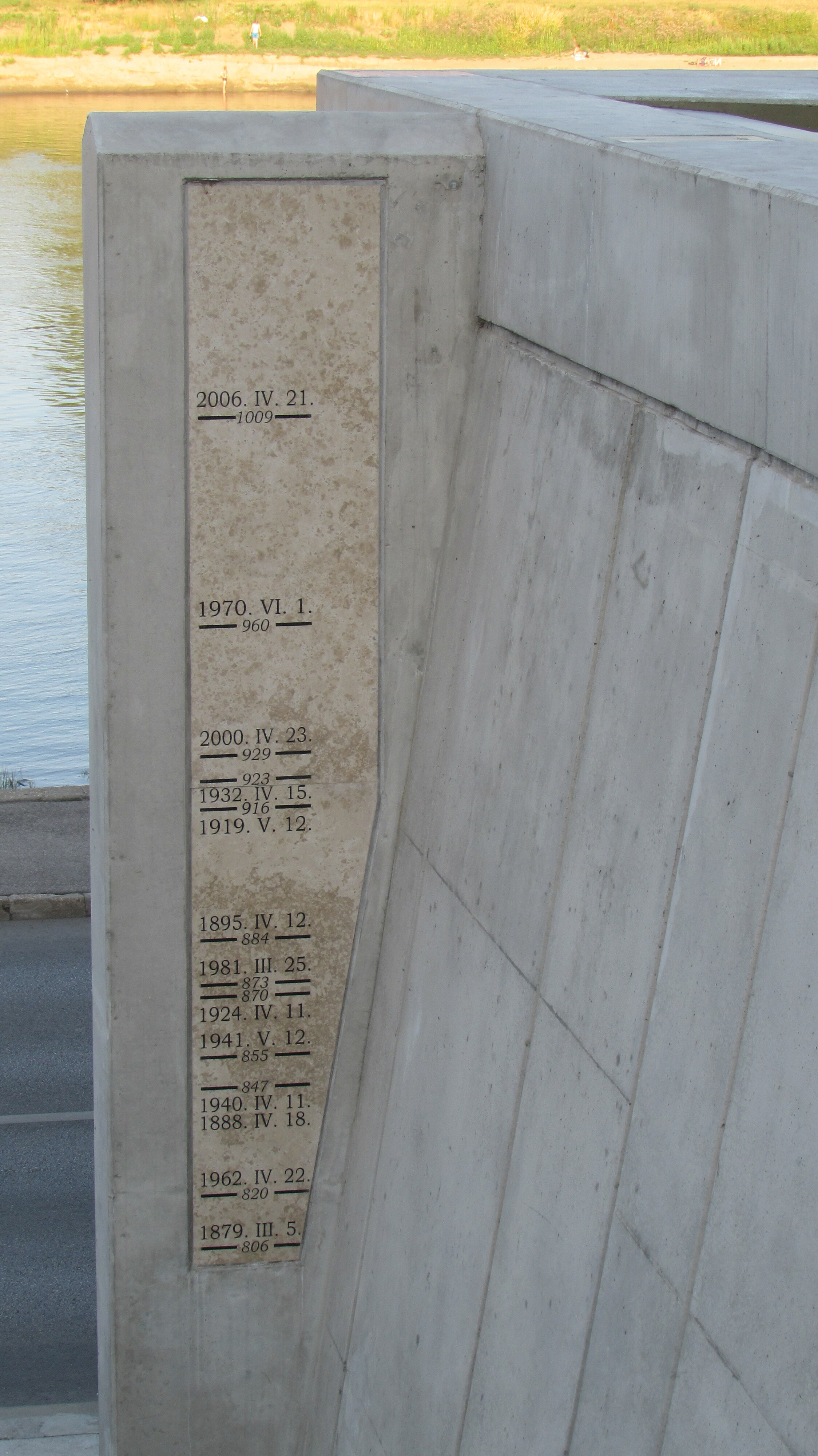
Hochwasserstände in Szeged

Ein katastrophales Hochwasser im Jahr 1879 zerstörte die Stadt zu 95 %. Von den rund 6000 Häusern blieben nur 300 von der Überschwemmung verschont. Die Stadt wurde mit internationaler Hilfe wieder aufgebaut, wobei praktisch alles neu geplant und angelegt wurde. Dadurch erklärt sich die Struktur der Straßen der Stadt mit Ringstraßen und strahlenförmigen Boulevards. Die Ringstraßen tragen heute die Namen der Städte, die beim Wiederaufbau geholfen haben. Mit seinem einheitlichen Stadtbild im damals modernen eklektizistischen Stil, den Palästen der Innenstadt sowie den großzügigen Parks und Plätzen erhielt Szeged den Charakter einer modernen europäischen Stadt.
Nach dem Hochwasser legten die Bürger von Szeged ein Gelübde ab: Sollte ihre Stadt wieder aufgebaut werden, so wollten sie ein großes Gotteshaus errichten. 1880, ein Jahr nach dem zerstörerischen Hochwasser, wurde der Bau beschlossen. Der Grundstein wurde 1914 gelegt, vollendet wurde der Dom Unsere Liebe Frau von Ungarn im Jahre 1930. Er ist die viertgrößte Kirche in Ungarn und die einzige Kathedrale, die in Ungarn im 20. Jahrhundert errichtet wurde. Auf dem Domplatz finden seit 1931 alljährlich die Szegediner Freilichtspiele statt.
Um die Jahrhundertwende begann ein schneller Aufschwung auf allen Gebieten. Handel und Gewerbe blühten auf, Schulen wurden gebaut, neue Ämter und Institutionen etablierten sich. Nach dem Ende des Ersten Weltkriegs wurden Szeged und sein Umland – entsprechend dem Belgrader Abkommen vom 8. November 1918 – ab Frühjahr 1919 von französischen Truppen in der Stärke von rund 28.000 Mann besetzt. Die Besatzung wurde bis 1929 aufrechterhalten.
1921 wurde die Universität Kolozsvár (Klausenburg), 1923 bzw. 1931 der Bischofssitz des Bistums Csanád aus Temesvár, 1928 die Pädagogische Hochschule Pest nach Szeged verlegt. Der 1913 begonnene, durch den Ersten Weltkrieg unterbrochene Bau des Doms wurde 1930 beendet.
Nach dem Zweiten Weltkrieg, in dem hauptsächlich die Brücken zerstört worden waren, begann die erneute Entwicklung der Stadt. In den 1960er Jahren werden zahlreiche neue Wohnungen gebaut, die Lebensmittelindustrie (Salamiherstellung, Paprikaverarbeitung, Konservenindustrie) wurde zum bedeutendsten Industriezweig Szegeds.
Heute ist Szeged ein Zentrum der Wirtschaft, Kultur und Wissenschaften. Mit den kürzlich unter einem Dach zusammengeführten Universitäten und Hochschulen sowie vielen Gymnasien unterschiedlicher Spezialisierung gehört sie zu den fünf großen Studienzentren Ungarns. Die Anzahl der Schüler und Studenten kommt der Bevölkerung einer mittelgroßen ungarischen Stadt gleich.
Neben seinen im Sommer organisierten Freilichtspielen, internationalen Messen, Ausstellungen und Sportereignissen ist Szeged auch im Kreise der Gastronomie-Liebhaber bekannt.

## Bevölkerung
Bei der Volkszählung von 2011 lebten in Szeged 83,9 % Magyaren, 0,9 % Deutsche, 0,9 % Sinti, Roma und verwandte Gruppen, 0,8 % Serben, 0,3 % Rumänen, 0,2 % Slowaken, 0,1 % Kroaten, 1,8 % andere Nationalitäten.

### Einwohnerentwicklung
Die folgende Übersicht zeigt die Einwohnerzahlen nach dem jeweiligen Gebietsstand.
| Jahr | Einwohner |
| ---- | --------- |
| 1991 | 176.135   |
| 2001 | 165.588   |
| 2011 | 161.131   |
| 2021 | 159.074   |

## Wirtschaft und Infrastruktur

### Lebensmittelindustrie
Szegeds Wirtschaft zeichnet sich vor allem durch die Lebensmittelproduktion aus. Die wichtigsten Produkte, die auch exportiert werden, sind Salami, der weltberühmte Szegediner Paprika (scharf oder edelsüß) und Konserven. Das Unternehmen Pick ist eines der erfolgreichsten und wohl auch im Ausland bekanntesten ungarischen Unternehmen, das vor allem durch die Salamiproduktion berühmt geworden ist. Es ist für Szeged eines der wichtigsten Unternehmen, da Pick auch ein Förderer der Kultur und des Sports in Szeged ist. Eine neue Produktgruppe bilden Salami- und Wurstwaren aus dem Fleisch des ungarischen Mangalica-Schweines.

### Straßenverkehr

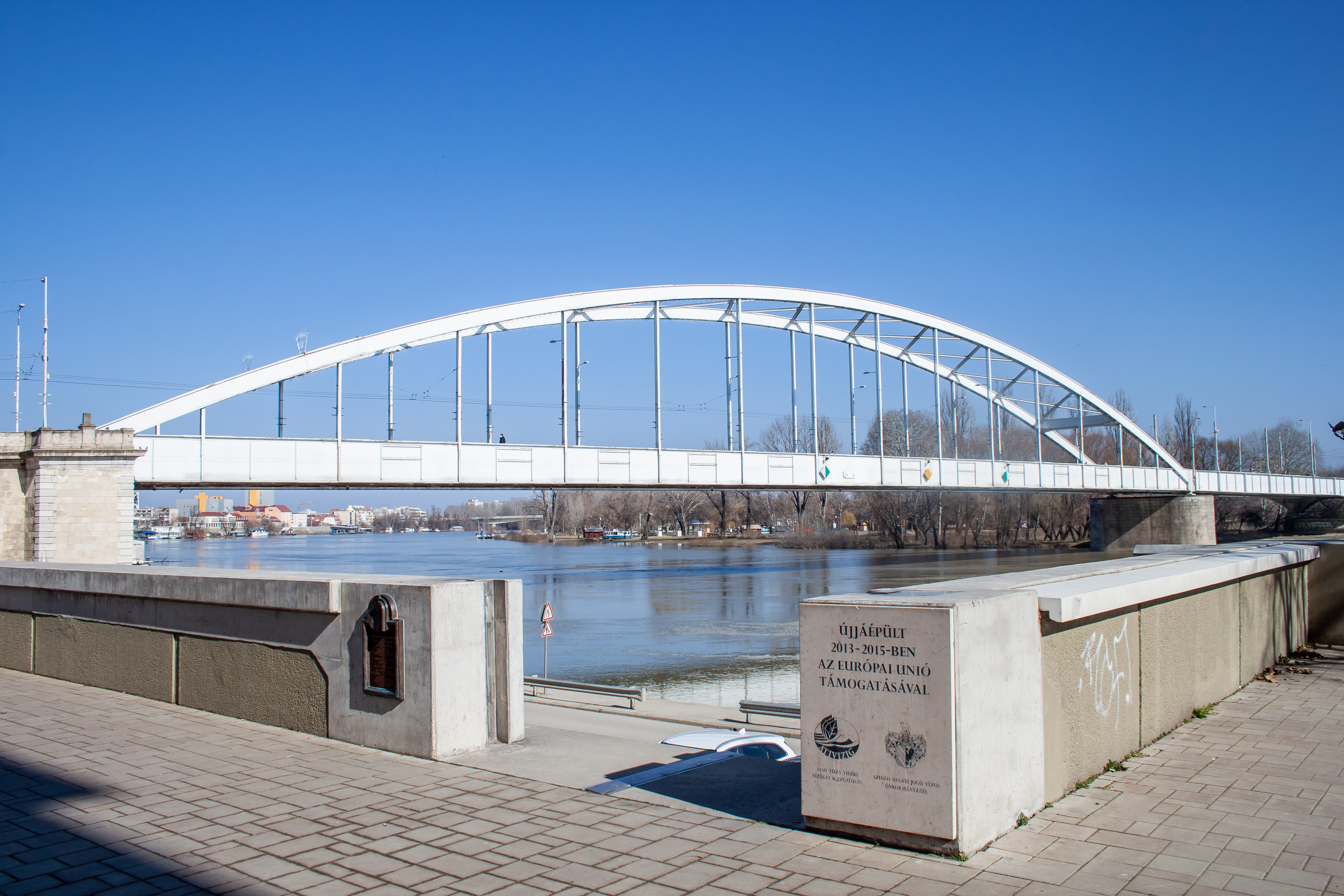
Belvárosi híd beim jährlichen Frühjahrshochwasser

Im Stadtgebiet überspannen zwei Brücken die Theiß. Im östlichen Teil Szegeds verbindet die Bertalan híd die Római krt. (körút, also eine der Ringstraßen) mit der in Neu-Szeged liegenden Temesvári krt. Etwa 500 m westlich davon verbindet die Belvárosi híd den Roosevelt tér mit dem in Neu-Szeged liegenden Torontál tér. Beide Brücken tragen seit einer Entscheidung des Stadtrates im Mai 2001 ihre jetzigen Namen.
Eine Eisenbahnbrücke auf der Strecke nach Temesvár verband seit 1858 ebenfalls die beiden Theiß-Ufer. Sie war die erste große Eisenbahnbrücke in Ungarn und bestand bis 1944.

### Flugverkehr
Der bisherige Rasenflugplatz ist zu einem internationalen Flughafen ausgebaut worden und sollte eigentlich schon im September 2007 eröffnet werden. Eigentumsrechtliche Gründe stehen diesem Vorhaben allerdings noch im Weg.
Bestandteile des Ausbaus sind unter anderem ein neuer, betonierter Rollweg, Landebahnbefeuerung sowie ein den EU-Richtlinien entsprechendes Terminal. In der Stadt beginnt auch die Hauptstraße 47. Szeged ist seit 2005 über die Autobahn M5 und M43 erreichbar.

### Eisenbahnverkehr
Vom Bahnhof Szeged verkehren stündlich InterCitys nach Budapest, zudem Regionalzüge nach Békéscsaba und Kiskunfélegyháza. Die Verbindung ins serbische Subotica via Horgoš war ab 2015 unterbrochen und besteht seit 2023 wieder. Seit der Zerstörung der Eisenbahnbrücke über die Theiß im Zweiten Weltkrieg ist die Verbindung zum Bahnhof Újszeged unterbrochen, von welchem aus bis Juli 2023 Personenzüge nach Mezőhegyes verkehrten. Des Weiteren befindet sich auf dem Stadtgebiet der Bahnhof Szeged-Rókus.

### Nahverkehr

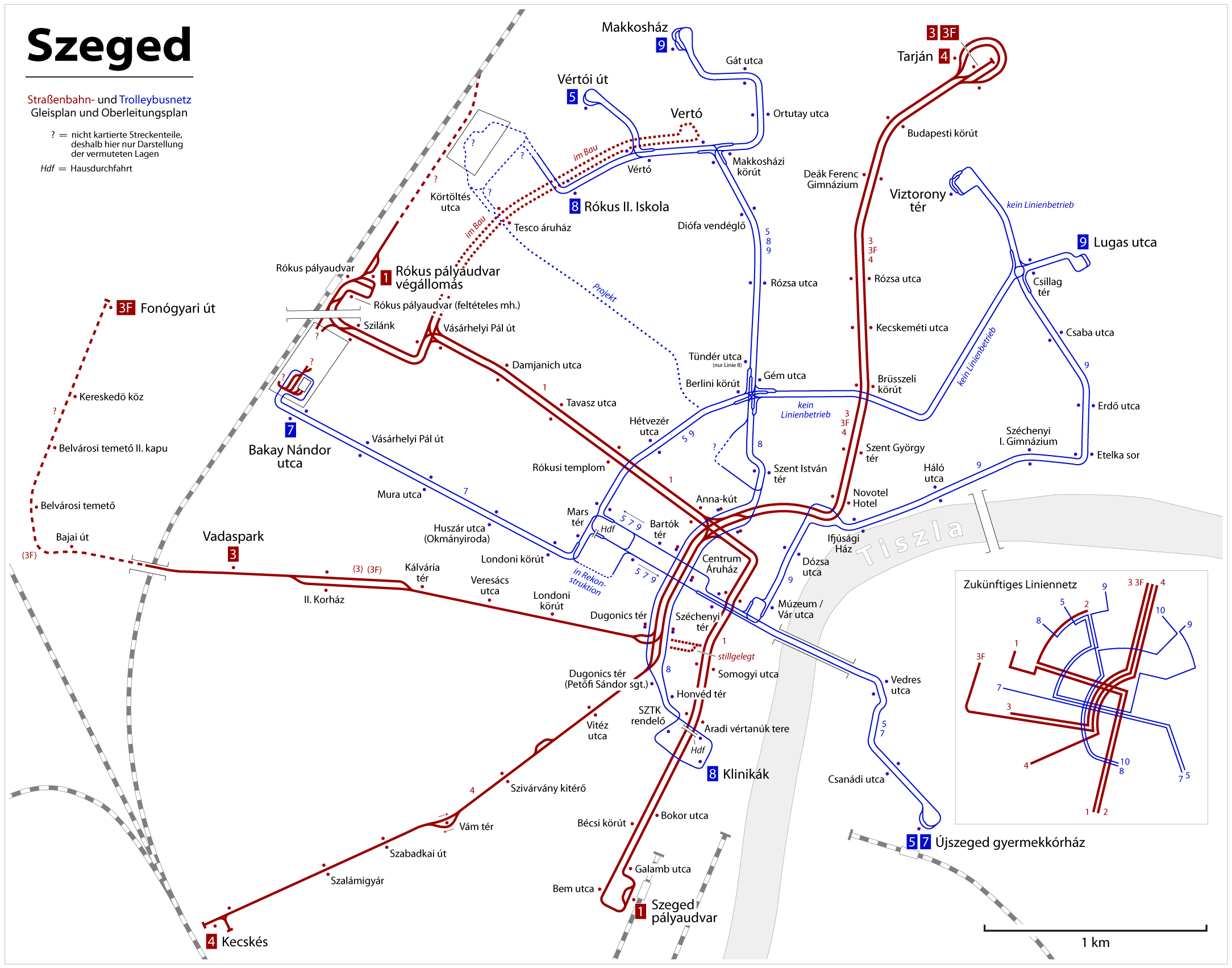
Straßenbahn- und Trolleybusnetz

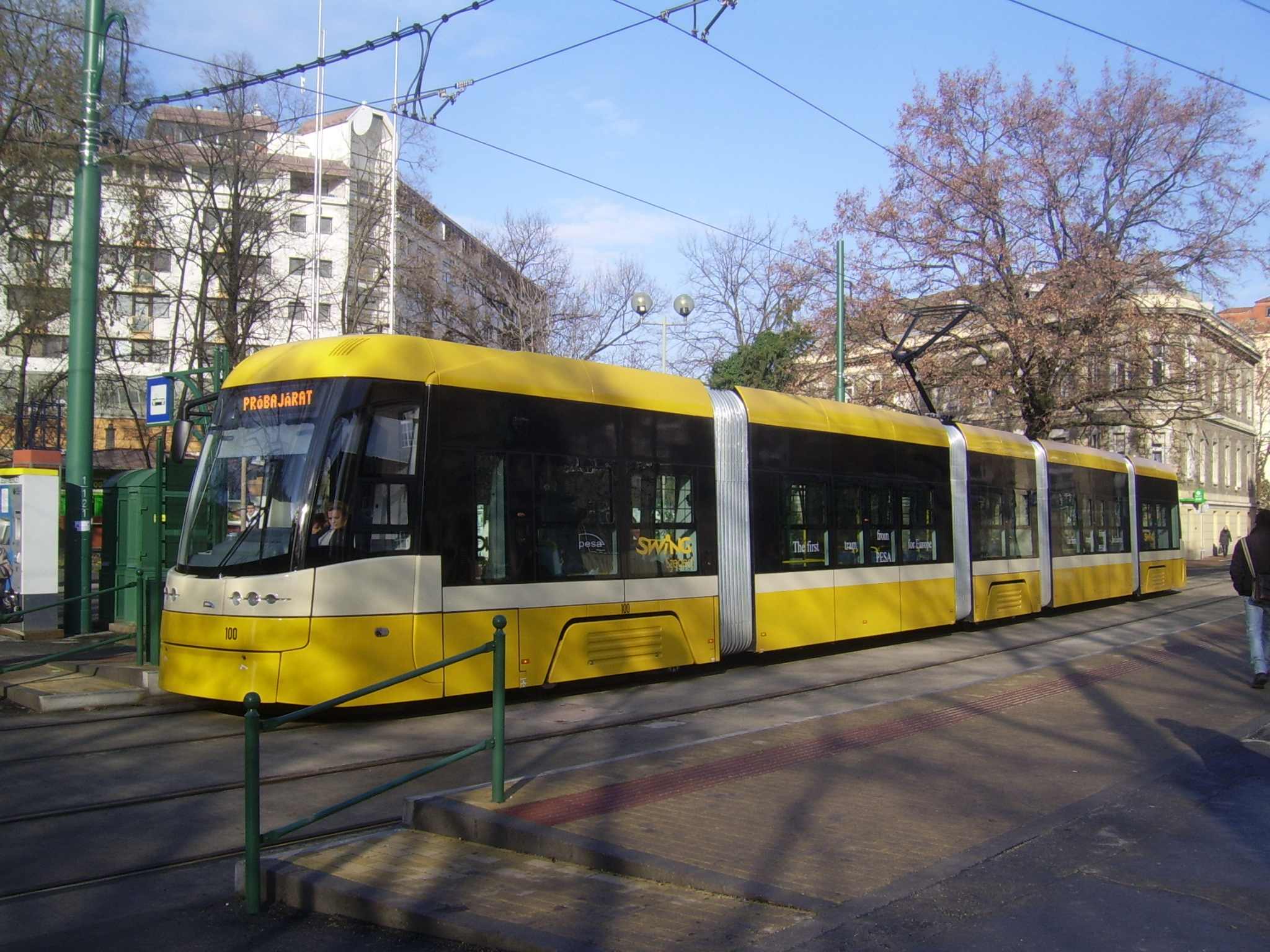
PESA-Straßenbahn in Szeged

Das öffentliche Verkehrsnetz in Szeged ist recht gut ausgebaut. In der Stadt verkehren Busse, Straßenbahnen und auch Trolleybusse (Oberleitungsbusse). Die meisten öffentlichen Verkehrsmittel verkehren zwischen 4:00 Uhr und 23:00 Uhr.
Unterhalten wird der öffentliche Nahverkehr in Szeged von zwei Unternehmen, den Szegediner Verkehrsbetrieben (ungarisch SzKT, Szegedi Közlekedési Társasag) und Tisza Volán. Die SzKT unterhält das Straßenbahnnetz sowie die Trolleybuslinien. Tisza Volán betreibt die Busverbindungen innerhalb und außerhalb Szegeds.
Nach der großen Flut 1879, als das Verkehrsaufkommen wieder anstieg, wurde klar, dass die eingesetzten Pferdeomnibusse zu ineffizient wurden. So setzte am 1. Juli 1884 ein Unternehmen, woraus sich später die SzKT entwickeln sollte, erste Pferdebahnen ein. Bereits ein Jahr später, 1885, wurden so über 300.000 Fahrgäste in Szeged befördert.
Die erste elektrische Straßenbahn wurde am 1. Oktober 1908 in Szeged eingesetzt, um Menschen und Güter zu befördern. Einen schweren Rückschlag musste die neu eingeführte Technik im Ersten Weltkrieg hinnehmen. Einige Linien wurden eingestellt, zwei Fahrzeuge mussten aus Geldmangel verkauft werden. Außerdem wurde auch der Fahrplan ausgedünnt.
Den Zweiten Weltkrieg überstand das Netz praktisch unbeschadet, auch wenn in den letzten Kriegstagen der Verkehr eingestellt werden musste. 1955 verkehrte die erste Buslinie. Es war geplant, dass die vorhandenen Busse das zweite Standbein hinter der Straßenbahn in Szeged sein sollten. Doch die Buslinien wurden wesentlich populärer als die Straßenbahnen. 1963 wurde der Busverkehr von der neu gegründeten Tisza Volán übernommen.
Die ersten Oberleitungsbusse wurden am 29. April 1979 in Szeged eingesetzt, wodurch die Bedeutung der Straßenbahn weiter abnahm. Dies resultierte auch daraus, dass die eingesetzten Wagen der Straßenbahn kaum erneuert wurden. 1996 kaufte man schließlich 13 Straßenbahnwagen des Unternehmens Tatra, um das marode gewordene Straßenbahnnetz aufzuwerten. Zwischen 2000 und 2001 wurde auch der Fuhrpark der Oberleitungsbusse von SzKT durch Neueinkäufe erweitert und erneuert. 2005 entschloss man sich, durch die Anschaffung gebrauchter Tatra-Wagen aus Deutschland die alten FVV-Wagen der Straßenbahn größtenteils zu ersetzen.
Heute umfasst das öffentliche Verkehrsnetz von Szeged 42 Buslinien, 4 Straßenbahnlinien, 1 Tram-Train-Linie und 6 Oberleitungsbus-Linien. Außer Szeged haben nur noch drei weitere Städte in Ungarn, Budapest, Miskolc und Debrecen, eine Straßenbahn. Oberleitungsbusse findet man außer in Szeged nur noch in Budapest und Debrecen.
Seit November 2021 besteht eine Tram-train-Strecke zwischen Szeged und der Nachbarstadt Hódmezővásárhely.

## Kultur und Sehenswürdigkeiten

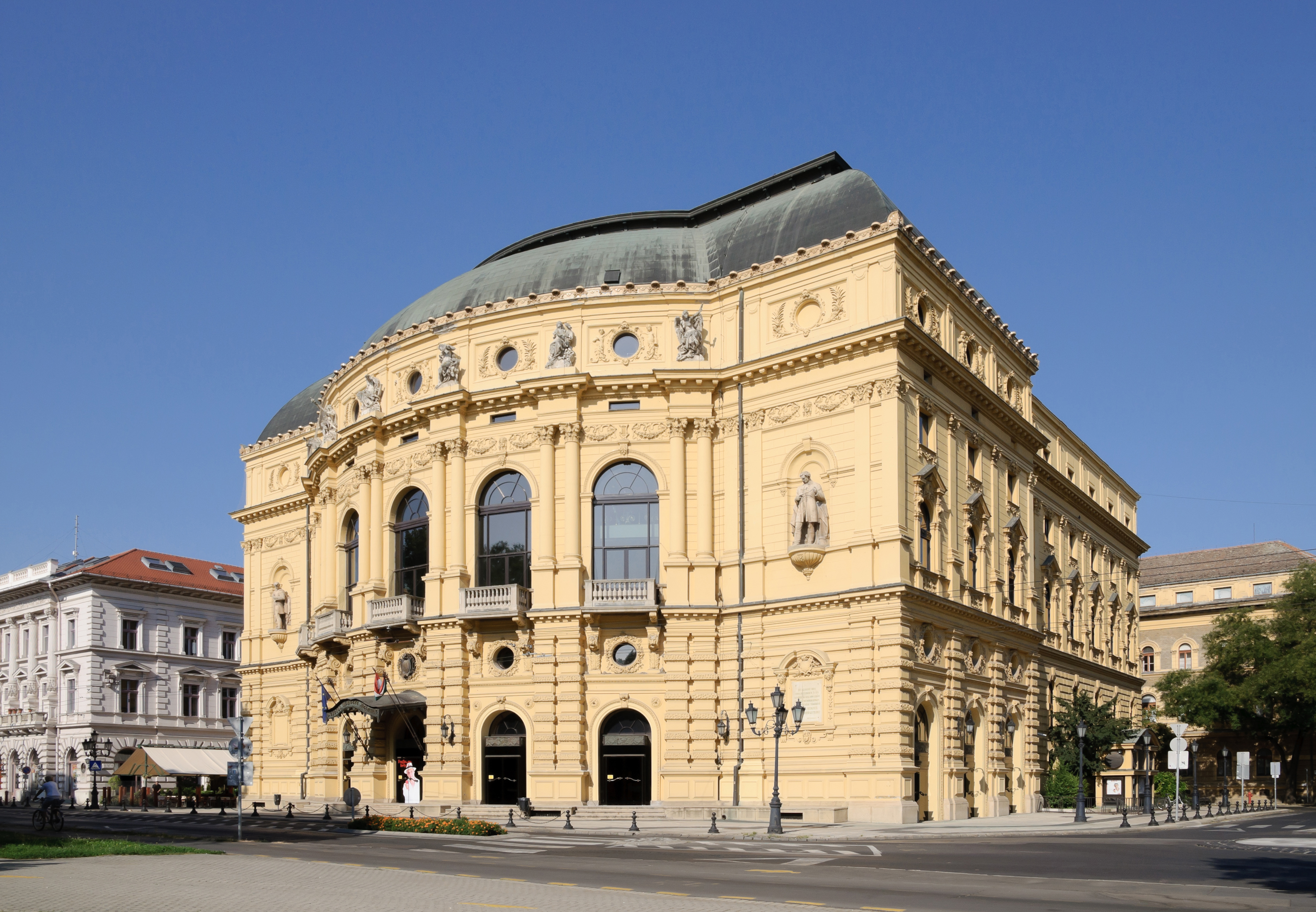
Theater

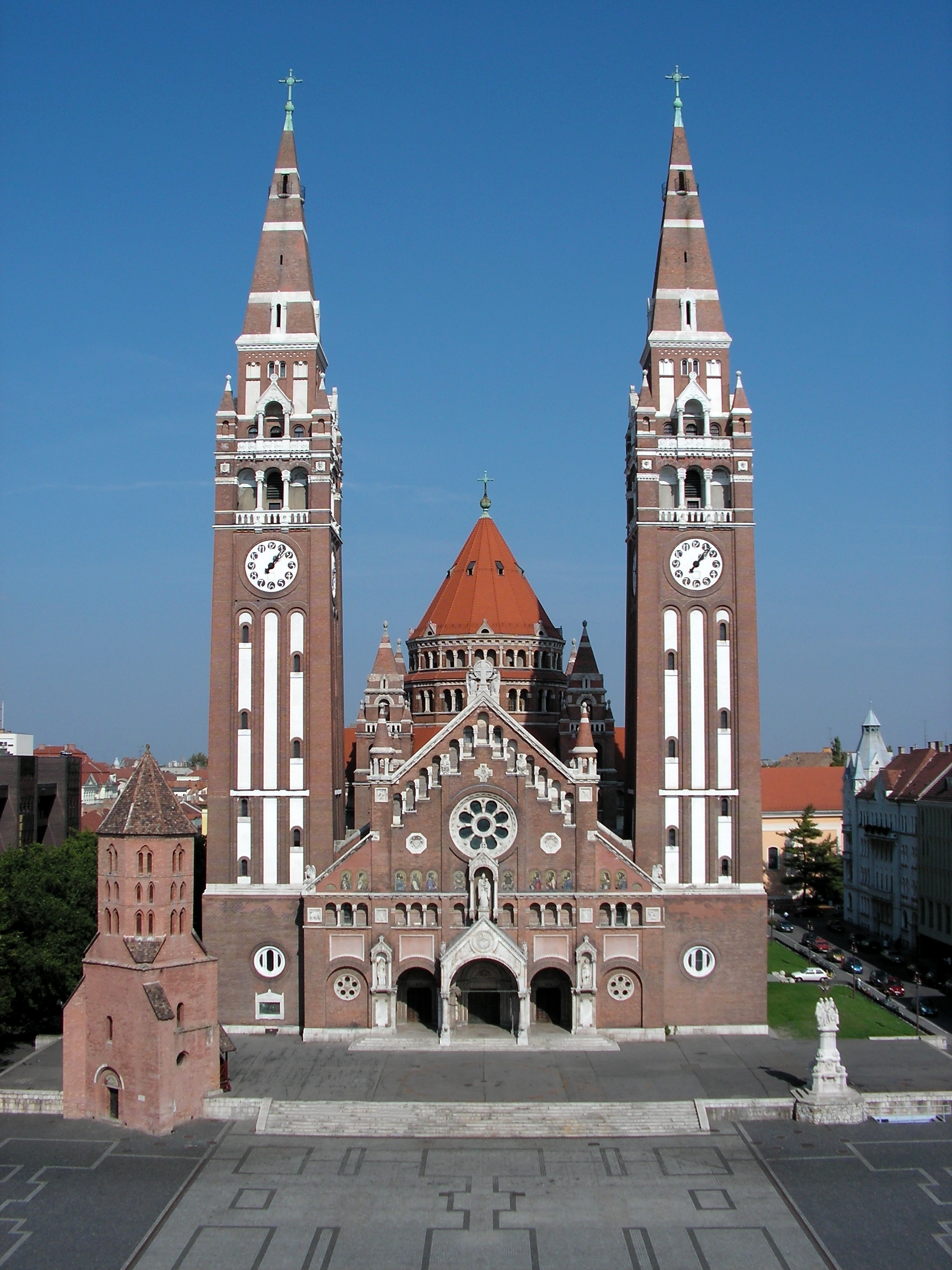
Votivkirche (Kathedrale)

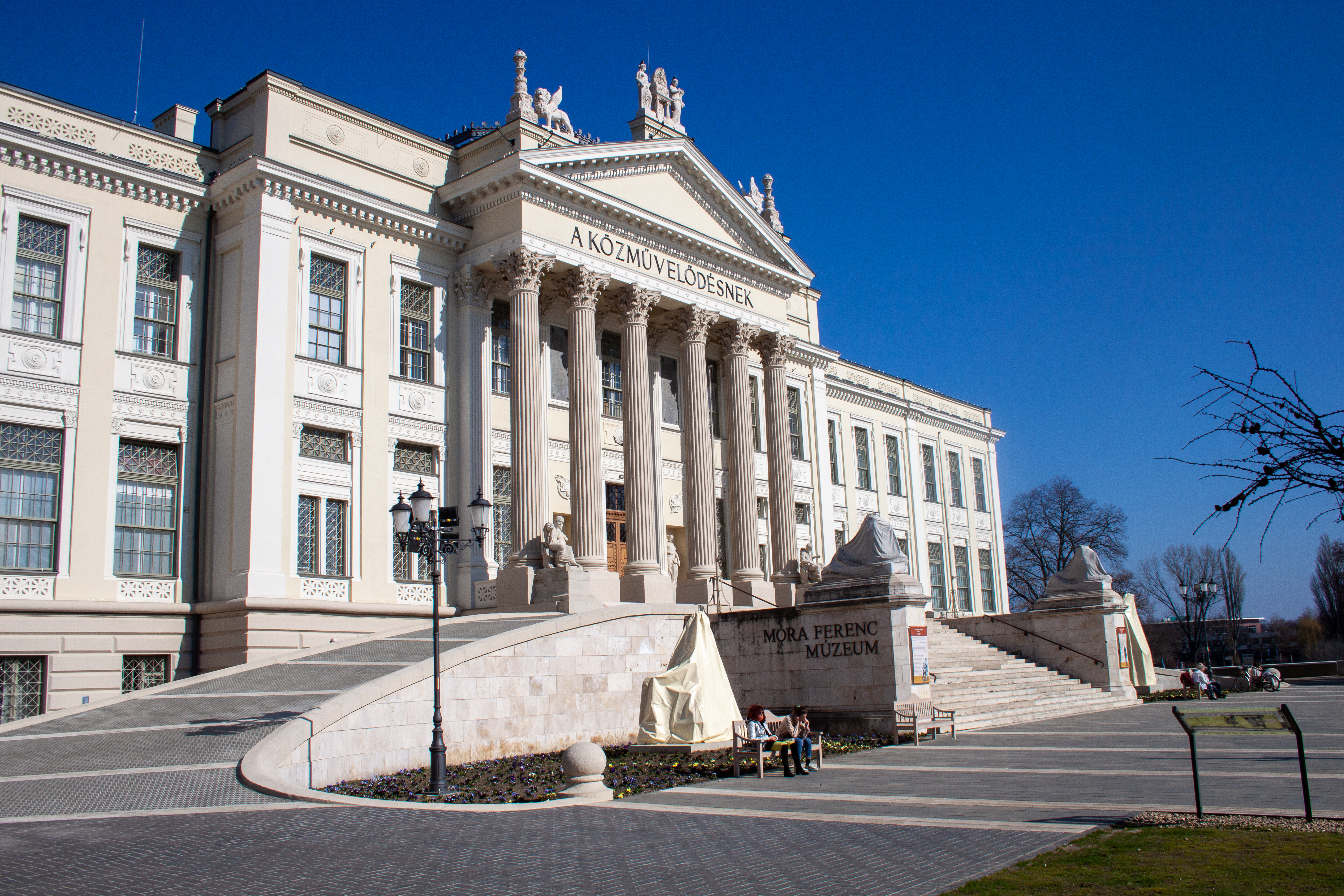
Ferenc-Móra-Museum

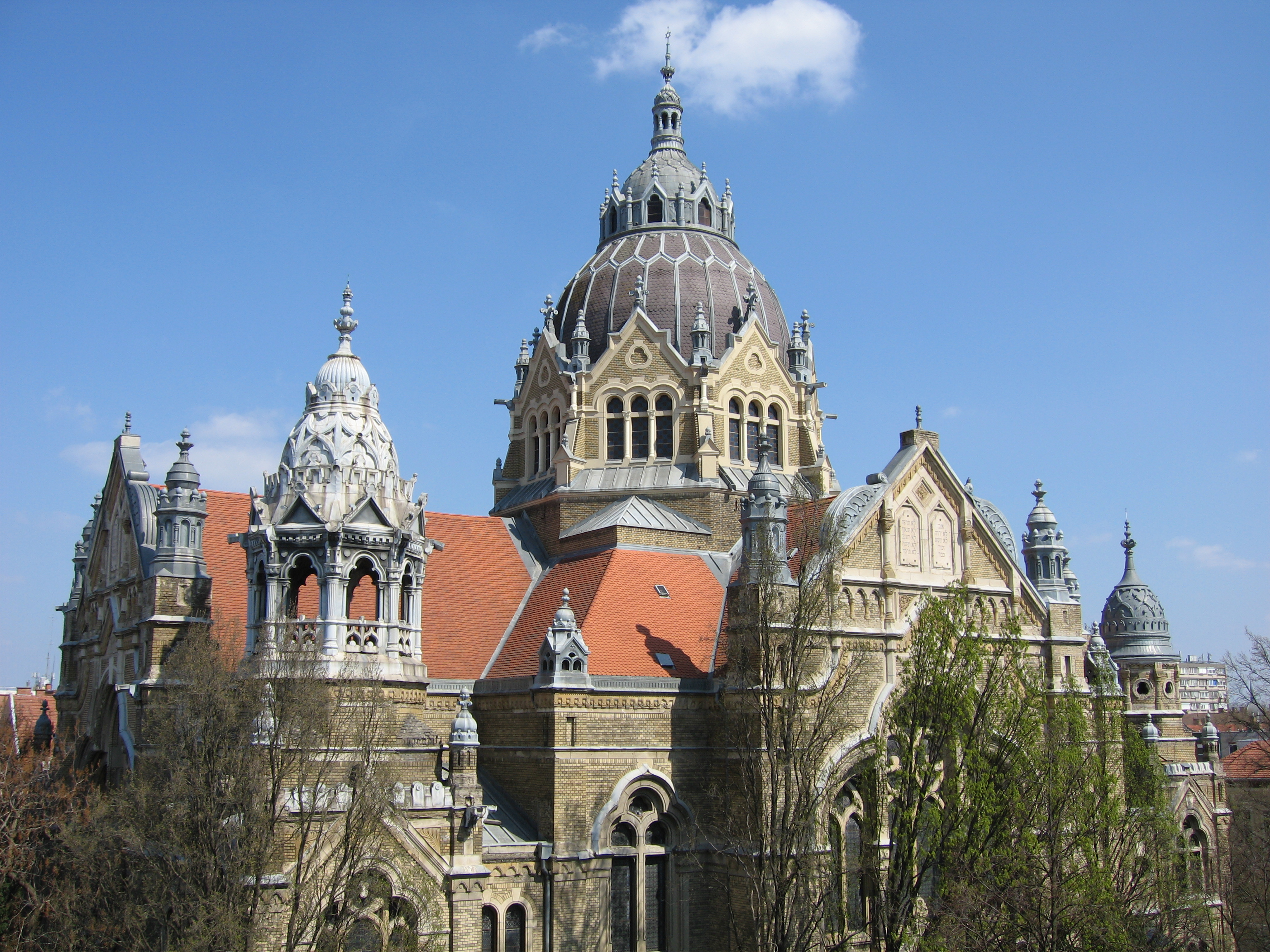
Neue Synagoge

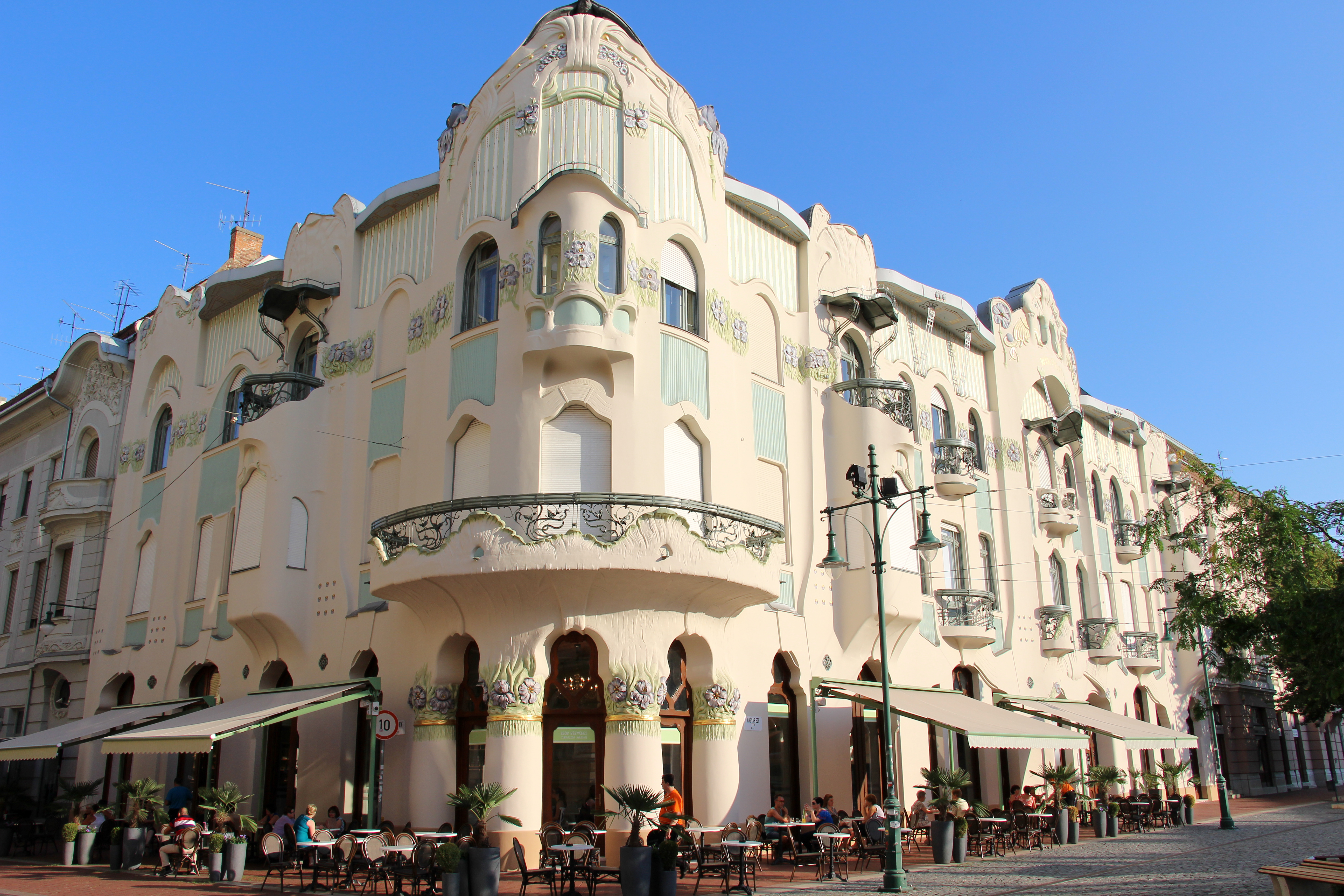
Reök Palota in Szeged

### Sehenswürdigkeiten
Szeged bildet mit seinen historischen Gebäuden und Plätzen einen Anziehungspunkt für Touristen, die vornehmlich aus Europa und Amerika kommen.
Einer der schönsten Plätze Szegeds ist der Széchenyi tér (tér = „Platz“) mit dem 1883 errichteten neobarocken Rathaus (városháza) im Stadtzentrum. Mit seinen Grünflächen, Statuen und Brunnen lädt er zum Flanieren ein und wird von der Stadt regelmäßig als Veranstaltungsgelände genutzt.
Südlich des Széchenyi tér schließt sich die Kárász utca (utca = „Straße“) an, die größte Einkaufsstraße Szegeds, die über den Klauzál tér in den Dugonics tér mündet.
Auf dem Klauzál tér befindet sich eines der bekanntesten und größten Kaffeehäuser Szegeds, das Virág-kávéház. Vom Balkon des Kárász-Hauses hielt Lajos Kossuth 1849 seine letzte Rede in Ungarn, bevor er ins Exil ging. Auf dem Dugonics tér fällt der erste Blick auf dem im Mittelpunkt des Platzes angeordneten Brunnen mit seinem Wasserspiel und dem im Jugendstil errichteten Verwaltungsgebäude der Universität.
Südöstlich vom Dugonics tér liegt der bekannteste Platz Szegeds, der Dóm tér. Schon von weitem sichtbar ist die anliegende Votivkirche, deren Bau ein Jahr nach dem Jahrhunderthochwasser von 1879 von den Ratsherren Szegeds beschlossen wurde. Beim Bau wurden die Grundmauern des Demetrius-Turms entdeckt, der nach seiner Restaurierung noch heute zu besichtigen ist und als ältestes Gebäude Szegeds gilt. Eingerahmt wird der Platz von der Nationalen Gedenkhalle (dem Pantheon), wo durch Statuen, Büsten und Tafeln berühmte Personen des öffentlichen, politischen und wissenschaftlichen Lebens Ungarns geehrt werden. Eine weitere Besonderheit ist die Musikuhr (Zenélő óra), die sich über dem nördlichen Zugang des Platzes befindet und jeweils um 12:15 Uhr und um 16:15 Uhr für neun Minuten ihr Glocken- und Figurenspiel erklingen lässt. Im Sommer werden im Rahmen der „Szegediner Freilichtspiele“ hier Stücke der Oper- und Dramenliteratur aufgeführt, aber auch Folkloreabende veranstaltet. Gegenüber der Votivkirche liegen das Bischöfliche Palais und das Gebäude der Universität. Am Nordende des Dóm tér liegt die serbisch-orthodoxe Kirche, die 1773–1778 erbaut wurde. In ihr befindet sich eine aus Birnbaumholz geschnitzte Rokoko-Ikonostase mit 80 Ikonen von Jován Popovics.
In Richtung Theiß und dann nördlich zur Belvárosi híd schließt sich der Roosevelt tér an. Dort steht das Ferenc-Móra-Museum, dessen Gründer der ungarische Schriftsteller Ferenc Móra ist. In den Hallen des Museums sind Ausstellungen zur Frühgeschichte der Region sowie Exponate zu archäologischen Funden der Awarenzeit zu besichtigen, aber auch Ausstellungen zur Bildenden Kunst, Naturwissenschaften, Apotheken, Volkskunst des Komitats Csongrád sowie eine Gedenkausstellung zu Ferenc Móra (1879–1934) sind dort zu finden. Nicht weit davon entfernt liegt das Nationaltheater in der Deák Ferenc utca 12, das 1883 vom Wiener Architektenbüro Fellner & Helmer im neobarocken Stil errichtet wurde.
An der spätgotischen Franziskanerkirche (Ferences templon) befindet sich seit 1931 eine Kopie des 1486 datierten Matthias-Corvinus-Denkmals in Bautzen. Der einstige ungarische Religions- und Kultusminister Kuno Graf Klebelsberg (1875–1932) hatte einen 1896 vorgenommenen Abguss vom Original nach dem Beispiel von Budapest der Stadt Szeged überlassen. König Matthias hatte den Observantenkonvent des Franziskanerordens begünstigt.
Weitere Sehenswürdigkeiten sind unter anderem:
- Déry-Haus: Dort befindet sich eine Dauerausstellung mit Werken des Graphikers János Kass.
- Votivkirche (Fogadalmi templom), Neoromanik, 1913–1930
- Minoritenkirche (Minorita templom), Barock, 18. Jahrhundert
- Neue Synagoge (Új zsinagóga) nach Plänen von Lipót Baumhorn, 1903
- Sternwarte
- Wildpark
- Botanischer Garten
- Pick Salami und Szegediner Paprika-Museum
- Gróf Palota: Bürgerhaus
- Reök Palota: Bürgerhaus

### Regelmäßige Veranstaltungen
In Szeged finden das ganze Jahr über zahlreiche Veranstaltungen statt, die nicht nur für die Bürger Szegeds und der Region interessant sind, sondern auch Touristen anziehen:
- Szegediner Wochen der Geistlichen Musik, Mai
- Weinfest, Mai
- Tag der Stadt Szeged und Brückenmarkt, 21. Mai
- Bierfest, Juni
- Szegediner Freilichtspiele, Juli und August, ihre Besonderheit sind Aufführungen auf dem Domplatz vor der eindrucksvollen Kulisse des Doms und des Demetrius-Turms
- Internationales Festival Alternativer Theater, Juli – (Zentrum der Vereinigung Alternativer Theater)
- Universität – Herbstkulturfestival (Universität Szeged, Kulturbüro), Oktober
- Armel-Opernfestival Szeged, Oktober

### Sport

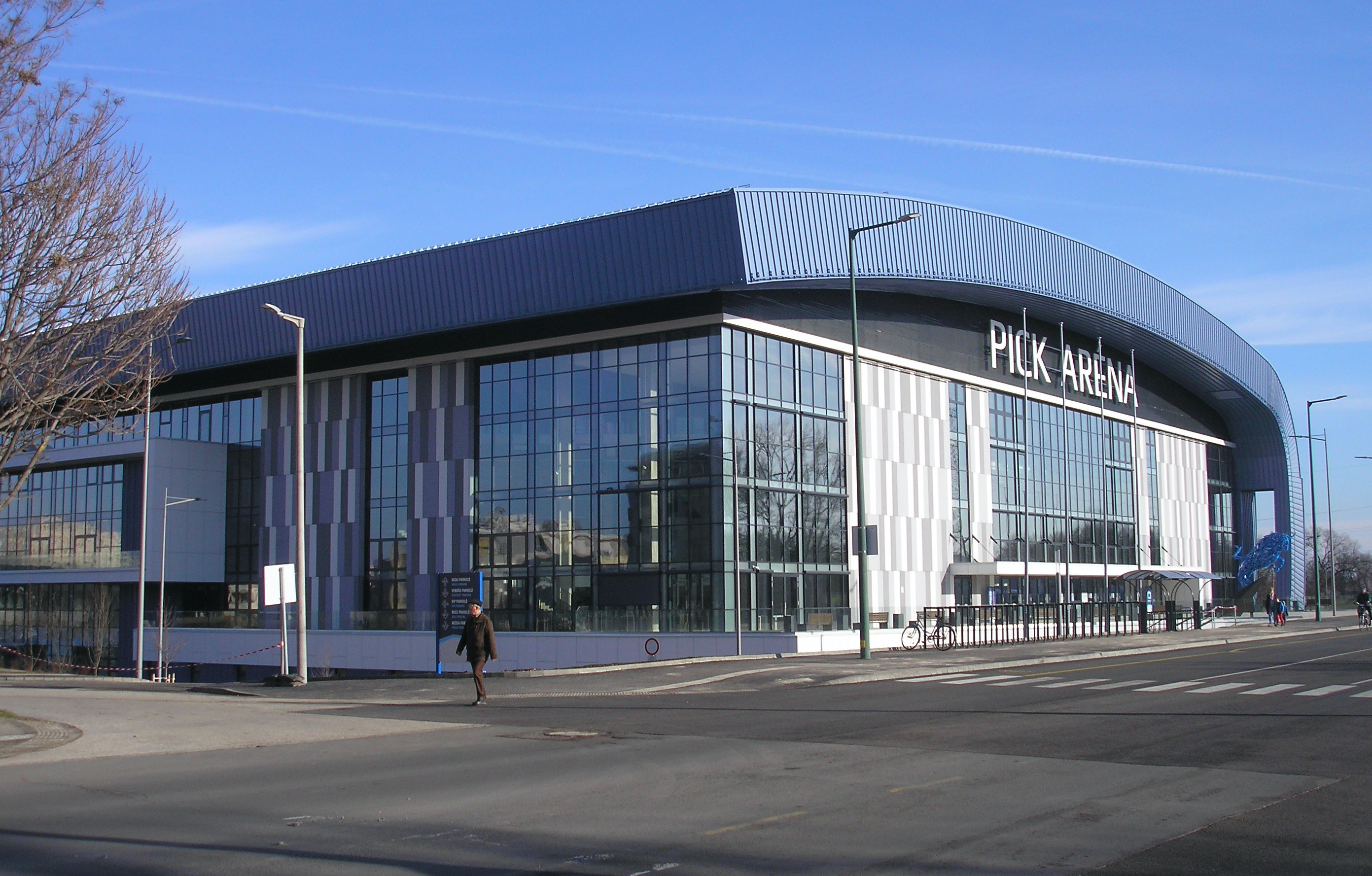
Pick Aréna

Der auch außerhalb Ungarns bekannteste Sportclub der Stadt ist der Handballverein SC Pick Szeged, der zu den besten drei Vereinen in der obersten ungarischen Handball-Liga der Männer zählt. Der SC Pick Szeged ist regelmäßig im Europapokal vertreten und spielte in der Saison 2005/06 in der Champions League.
Im Mai 2007 wurden die Handballer von Pick Szeged Ungarischer Meister.
Im Westen von Szeged existiert eine 2400 Meter lange und 122 Meter breite Ruder- und Kanuregattastrecke. Auf ihr wurden die Weltmeisterschaften im Kanurennsport 1998, 2006, 2011 und 2019 ausgetragen.
Szeged besitzt auch eine internationale Speedway-Rennbahn, auf der auch schon Prädikatsläufe zu WM-Qualifikationen ausgetragen wurden. Neben Miskolc und Debrecen ist Szeged eine der drei ungarischen Zentren des Speedwaysports.

## Bildung, Wissenschaft und Forschung

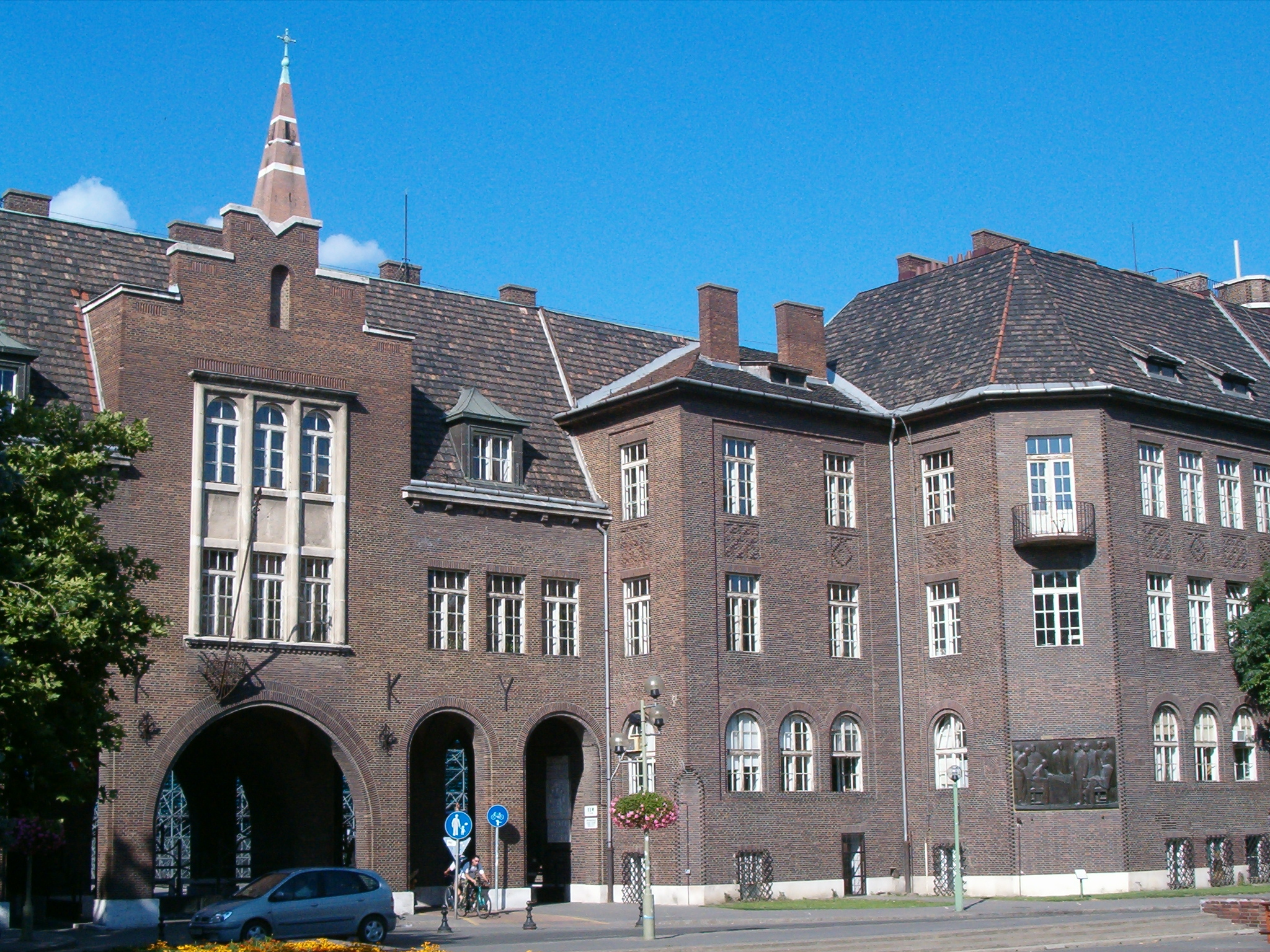
Hauptgebäude der Universität

Die zwei bekanntesten Gymnasien (das Ságvári Endre Gyakorló Gimnázium und das Radnóti Miklós Gimnázium) zählen zu den 15 besten des Landes. Szeged ist ein Anziehungspunkt für viele tausend Studenten und Studentinnen aus ganz Ungarn und aus anderen Ländern, darunter auch viele internationale Mediziner.
- 62 Kindergärten
- 32 Grundschulen
- 18 Gymnasien
- Universität Szeged (ungarisch Szegedi Tudományegyetem). Die Universität ist aus den folgenden ehemals eigenständigen Hochschulen hervorgegangen:
  - Attila-József-Universität (ungarisch József Attila Tudományegyetem, kurz JATE)
  - Medizinische Universität „Albert Szent-Györgyi“ (ungarisch Szent-Györgyi Albert Orvostudományi Egyetem, kurz SZOTE)
  - Pädagogische Hochschule „Gyula Juhász“ (ungarisch Juhász Gyula Tanárképző Főiskola).
  - Zur Universität gehören ferner die Fachhochschule für Lebensmittelindustrie Szeged, die Fachhochschule für Landwirtschaft in Hódmezővásárhely sowie das Konservatorium.

## Städtepartnerschaften
Szeged listet folgende siebzehn Partnerstädte auf:
| Stadt       | Land                   | seit                |
| ----------- | ---------------------- | ------------------- |
| Cambridge   | Vereinigtes Königreich | 1987                |
| Darmstadt   | Deutschland            | 1990                |
| Kotor       | Montenegro             | 2002                |
| Larnaka     | Zypern                 | 1994                |
| Łódź        | Polen                  | 2004                |
| Lüttich     | Belgien                | 2001                |
| Nizza       | Frankreich             | 1969                |
| Odessa      | Ukraine                | 1956                |
| Parma       | Italien                | 1988                |
| Pula        | Kroatien               | 2003                |
| Rachiw      | Ukraine                | 1939, erneuert 1997 |
| Săcueni     | Rumänien               |                     |
| Subotica    | Serbien                | 1966, erneuert 2004 |
| Târgu Mureș | Rumänien               | 1997                |
| Timișoara   | Rumänien               | 1998                |
| Toledo      | Vereinigte Staaten     | 1990                |
| Turku       | Finnland               | 1971                |
| Weinan      | Volksrepublik China    | 1999                |

## Persönlichkeiten

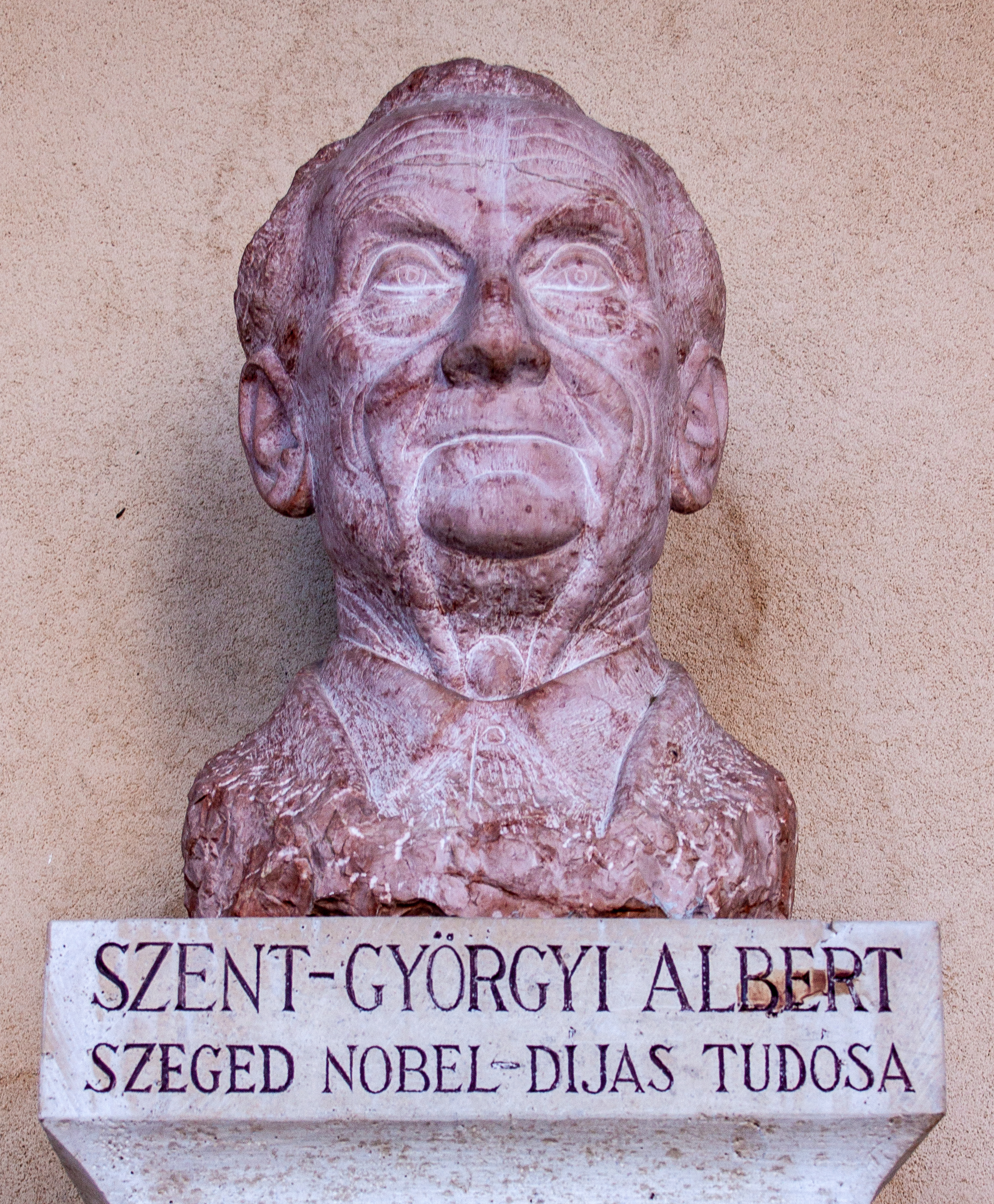
Albert Szent-Györgyis Büste am Dóm tér in Szeged

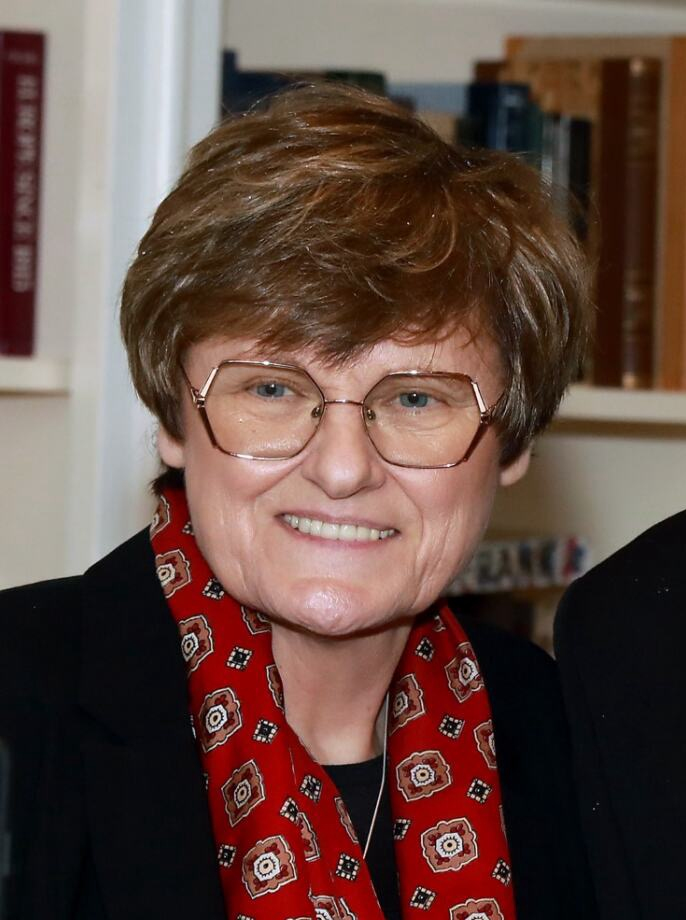
Katalin Karikó

- Adrián Zsolt Annus (* 1973) gilt als einer der weltbesten Hammerwerfer, was er unter anderem bei den Leichtathletik-Weltmeisterschaften 2003 in Paris unter Beweis stellte, wo er den Vize-Weltmeistertitel holte. 2004 gewann der bei den Olympischen Spielen in Athen den Hammerwurf-Wettkampf. Allerdings wurde ihm dieser Titel aberkannt, da er sich den Dopingkontrollen verweigerte.
- József Balassa (1893–1945), Sänger der Stimmlage Tenor
- Sándor Balogh (* 1960), ungarisch-deutscher Handballtrainer und Handballspieler
- Ferenc Fricsay (1914–1963), einer der bedeutendsten Dirigenten des 20. Jahrhunderts, erhielt seine erste Festanstellung als Kapellmeister der Militärkapelle in Szeged im Jahre 1933. 1934 wurde er auch Dirigent des örtlichen städtischen Philharmonischen Orchesters. Neben dem Philharmonischen Orchester und der Militärkapelle dirigierte er Opern und Operetten im Stadttheater Szeged und führte auch einige von ihm komponierten Stücke auf. Wegen seiner jüdischen Herkunft musste er 1944 mit seiner Frau und seinen Kindern aus Szeged fliehen und in Budapest untertauchen.
- Ernestine Friedl (1920–2015), US-amerikanische Anthropologin
- Márta Gaál Baróti (* 1944), Literaturwissenschaftlerin
- Pál von Hertzka (1898–1978 oder 1979), Fußballschiedsrichter
- Katalin Karikó (* 1955), Biochemikerin, studierte und promovierte in Szeged, arbeitete in den USA, Mainz und Szeged an der RNA-vermittelten Immunaktivierung, Nobelpreis 2023
- Imre Keres (* 1930), deutsch-ungarischer Ballett-Tänzer und Choreograf
- Áron Kibédi Varga (1930–2018), ungarisch-niederländischer Literaturwissenschaftler, Romanist und Lyriker
- Désiré Koranyi (1914–1981), ungarisch-französischer Fußballspieler und -trainer
- Lajos Korányi (1907–1981), Fußballspieler, Vizeweltmeister mit der ungarischen Nationalmannschaft
- Csaba Kőrösi (* 1958), Diplomat
- Mark Pusker (* 1984), Jazzmusiker (Sopran- und Altsaxophon, Komposition)
- Julius Stahel (1825–1912), US-amerikanischer Offizier des Unionsheers im Sezessionskrieg
- Albert Szent-Györgyi (1893–1986) wird, obwohl er in Budapest geboren wurde, häufig mit Szeged in Verbindung gebracht. Für die Stadt ist er einer der bedeutendsten Persönlichkeiten und wurde als Namensgeber der Universität Szeged ausgewählt. Viele Jahre seines Lebens lehrte er an dieser Hochschule und hatte auch das Rektoramt inne. International machte er sich durch seine Entdeckungen auf dem Gebiet der biologischen Verbrennungsprozesse einen Namen, besonders in Bezug auf das Vitamin C und die Katalyse der Fumarsäure. Damit gilt er als der Entdecker des Vitamin C. Auf Grund dieser Forschungen erhielt er schließlich 1937 den Nobelpreis für Medizin.
- Fanny Vágó (* 1991), Fußballspielerin
- Vilmos Zsigmond (1930–2016) ist eines der weniger bekannten „Kinder“ der Stadt. Geboren wurde er 1930 in Szeged, wo er auch später den Einmarsch der Roten Armee 1956 miterlebte und mit seinem Fotoapparat dokumentierte. Später floh er in die USA und arbeitete dort als Kameramann in zahlreichen Filmen. 1978 gewann er den Oscar als bester Kameramann für Steven Spielbergs Unheimliche Begegnung der dritten Art.

Weitere Persönlichkeiten sowie Ehrenbürger der Stadt befinden sich in der Liste von Persönlichkeiten der Stadt Szeged.

## Kulinarische Spezialitäten

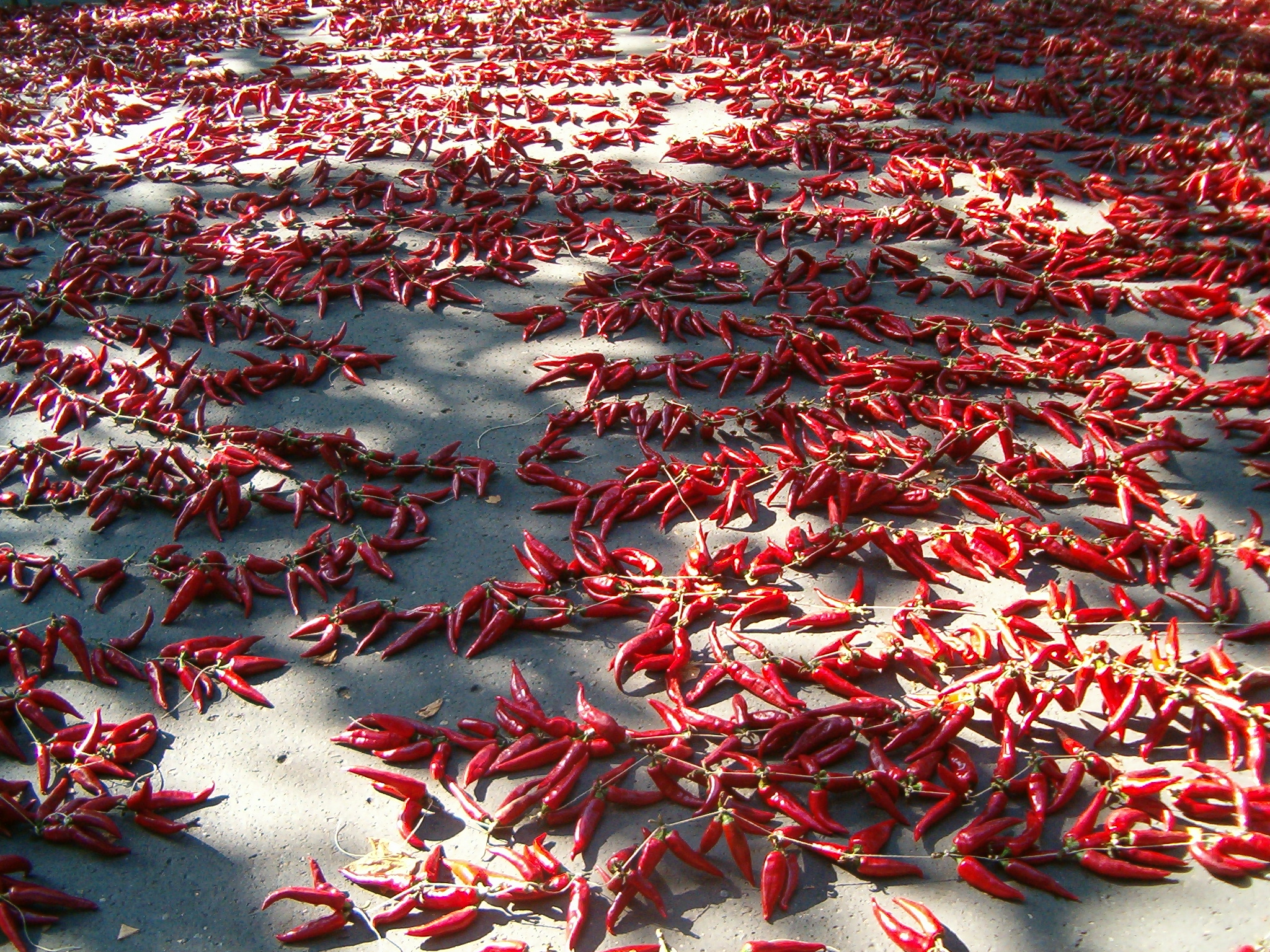
Szegediner Paprika

Produkte der Stadt sind unter anderem die Wintersalami Szegedi téliszálami, die Pick-Salami und der Szegediner Paprika, der den ungarischen Gerichten den besonderen Geschmack verleiht. Dieses Gewürz wird reichlich in der nur hier zubereiteten Szegediner Fischsuppe verwendet.
Der deutsche Name für das Szegediner Gulasch ist irreführend, da die ursprüngliche ungarische Bezeichnung Székely gulyás nicht auf die Stadt Szeged, sondern auf den Namen des ungarischen Schriftstellers und Dichters József Székely (1825–1895) zurückgeht.